# Ornatoraphidia flavilabris
Ornatoraphidia flavilabris là một loài côn trùng trong họ Raphidiidae thuộc bộ Raphidioptera. Loài này được A. Costa miêu tả năm 1855.

## Hình ảnh

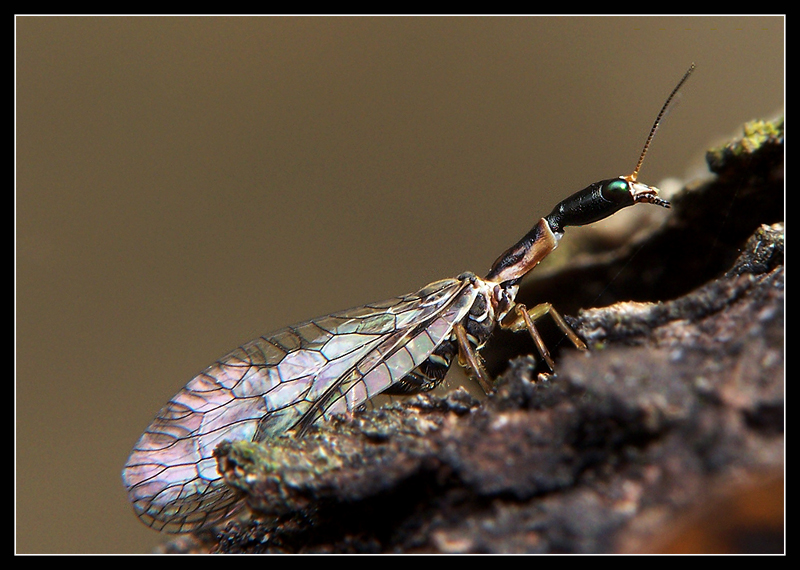